# (6709) Hiromiyuki
(6709) Hiromiyuki est un astéroïde de la ceinture principale.

## Description
(6709) Hiromiyuki est un astéroïde de la ceinture principale. Il fut découvert le 2 février 1989 à Yorii par Masaru Arai et Hiroshi Mori. Il présente une orbite caractérisée par un demi-grand axe de 2,35 UA, une excentricité de 0,16 et une inclinaison de 1,8° par rapport à l'écliptique.